# Jean Lacquemant
Jean Lacquemant (Pertain (Picardía), 1622 o 1623 - 1680 o 1681), también conocido como Du Buisson o Dubuisson, fue un violagambista y compositor francés del siglo XVII. Escribió alrededor de 111 piezas, todas para viola de gamba como instrumento solista, de algunas de ellas se han realizado transcripciones para tiorba.